# 프레시오사스
《프레시오사스》(스페인어: Preciosas)는 2016년 방영된 칠레의 텔레노벨라이다.